# Eupolauridina
La eupolauridina es un alcaloide diazaflourantrénico aislado de Eupomatia laurina, Ambavia gerrardii, Cleistopholis patens y Cananga odorata (ylang ylang). Provoca inhibición en levaduras. UV: [neutro]λmax228 (log ε4.33) ;233 (log ε4.34) ;278 (log ε4.23) ;288 (log ε4.2) ;296 (log ε3.98) ;335 (log ε3.57) ;350 (log ε3.81) ;367 (log ε3.8) ( EtOH) por acción en topoisomerasas I.

## Síntesis
La síntesis de derivados de eupaularidina de acuerdo a Pan y colaboradores, consiste en el siguiente esquema sintético:
- Se parte de 3-(4-metoxifenil)-3-oxopropanoato de metilo, el cual reacciona con (2E)-but-2-enal (Crotonaldehído) con hidruro de sodio como base.
- Con hidroxilamina en medio ácido se forma el anillo de piridina.
- Se hidroliza el éster etílico.
- Con cloruro de tionilo se gerenar el cloruro de acilo y con cloruro de aluminio se lleva a cabo una acilación de Friedel-Crafts intramolecular.
- Se condensa una unidad de carbono con dimetil formamida y 1,1-dietoxi-N,N-dimetilmetanamina para formar el anillo de isoquinolina. En este paso se forma la Eupolauridina. Por oxidación con ácido metacloroperbenzoico se forman los N-óxidos.